# Franja Valdman
Franja Valdman (en serbe cyrillique : Фрања Валдман) était un sculpteur serbe. Il a beaucoup travaillé en collaboration avec des architectes pour la décoration des façades des bâtiments.

## Réalisations
À Belgrade
Franja Valdman est intervenu sur la conception des façades dans plusieurs bâtiments construits à Belgrade :
- le musée national de Serbie construit en 1903 selon un projet de Nikola Nestorović et Andra Stevanović ; le bâtiment est aujourd'hui classé sur la liste des monuments culturels de grande importance de la république de Serbie[1] et sur la liste des biens culturels protégés de la ville de Belgrade[2]
- la maison de Nikola Nestorović construite en 1903, sur les plans de l'architecte Nikola Nestorović ; le sculpteur a également conçu la décoration des façades ; la maison est inscrite sur la liste des biens protégés de la ville de Belgrade[3]
- la coopérative de Belgrade (48 rue Karađorđeva), construite entre 1905 et 1907 et par les architectes Andra Stevanović et Nikola Nestorović ; sculpteur a décoré les façades ; le bâtiment est inscrit sur la liste des monuments culturels de grande importance de la république de Serbie[4] et sur la liste des biens culturels de la ville de Belgrade[5]
- le bâtiment du 3e lycée de Belgrade (15 rue Njegoševa et 33 rue Svetozara Markovića) achevé en 1906 sur des plans de Dragutin Đorđević et Dušan Živanović ; il est aujourd'hui lui aussi classé[6],[7].